# Jonathan Vilma
(en) Statistiques sur pro-football-reference
Jonathan Polynice Vilma est un joueur américain de football américain, né le 16 avril 1982 à Coral Gables (Floride), qui évoluait au poste de linebacker. Le 7 février 2010, il gagne, avec les Saints de La Nouvelle-Orléans, le Super Bowl XLIV. Il court aussi le 40 yard en 4 secondes et 54 centièmes.

## Carrière universitaire

### Saison 2000
En 2000, Vilma joue les 11 matchs de son équipe, en tant que linebacker remplaçant. Il accumule 38 tacles (29 solo) et une passe défendue.

### Saison 2001
En 2001, il joue un rôle essentiel dans l'accession des Hurricanes de Miami au titre de champion national, il est aussi sélectionné dans la First-Team All-Big East conference.

### Saison 2002
En 2002, il est encore une fois sélectionné dans la First-Team All-Big East. Il se retrouve aussi en demi-finale du prix Dick Butkus, avec son coéquipier D.J. Williams.

### Saison 2003
Dans sa dernière année, Vilma a les meilleurs résultats de son équipe avec 133 tacles (dont 75 solo), 2 sacks, un fumble forcé, 2 fumble récupérés (dont un retourné par un touchdown), et il empêche 5 passes d'arriver.

## Carrière professionnelle

### Jets de New-York
Il est retenu à la 12e position de la draft (1e tour) en 2004 par les Jets de New York.

### 2004
En 2004, Vilma est nommé Rookie NFL de l'année en défense par l'Associated Press. Pendant son année de rookie il compile 107 tacles, 2 sacks, et 3 interceptions (dont une retournée pour un touchdown, son premier en NFL).

### 2005
En 2005, Vilma est le meilleur tacleur avec 169 tacles. Il compile aussi 4 fumbles forcés, 1 fumble récupéré, un demi-sack, et une interception. Vilma remplace cette année-là, Zach Thomas au Pro Bowl 2006 pour jouer son premier Pro Bowl.

### 2006
En 2006, Vilma continue sur sa lancée en compilant 114 tacles, un fumble forcé, un fumble récupéré et une interception.

### 2007
Le 27 octobre 2007, il est blessé au genou pendant la semaine 7 face aux Bengals de Cincinnati, il est donc placé en "Injured Reserve" (Réserve des blessés).

### Saints de la Nouvelle-Orléans
Le 29 février 2008, il est échangé par les Jets de New York aux Saints de la Nouvelle-Orléans contre un choix au 4e tour de draft et un possible choix à la draft 2009 (maximum 3e tour).
Pour sa première saison chez les Saints, il joue les 16 matchs de la saison régulière, il compile 132 tacles et un sack.
Un an plus tard, le 27 février 2009, il signe un contrat de 5 ans pour 34 millions de dollars avec les Saints de la Nouvelle-Orléans.
Dans leur premier match de la saison, Jonathan Vilma intercepte le quarterback des Vikings du Minnesota, Brett Favre. Les Saints remportent le match 14-9.
Le 5 janvier 2010, la NFL annonce qu'il remplacera Patrick Willis (49ers de San Francisco) au Pro Bowl 2011.
En 2012, il est impliqué dans le scandale du Bountygate avec Gregg Williams (en), le coordinateur défensif, et ses coéquipiers Scott Fujita, Will Smith et Anthony Hargrove.

## Statistiques en carrière
| Année  | Équipes                       | Match | Plaquages | Sacks | Plaquages pour perte de terrain | Interception | Yards après interception | Fumble forcés | Fumble récupérés | Passe défendues | Touchdown |
| ------ | ----------------------------- | ----- | --------- | ----- | ------------------------------- | ------------ | ------------------------ | ------------- | ---------------- | --------------- | --------- |
| 2004   | Jets de New York              | 16    | 107       | 2     | 5.5                             | 3            | 58                       | 0             | 1                | 5               | 1         |
| 2005   | Jets de New York              | 16    | 169*      | 0.5   | 6                               | 1            | 1                        | 4             | 1                | 6               | 0         |
| 2006   | Jets de New York              | 16    | 114       | 0     | 1                               | 1            | 0                        | 1             | 1                | 4               | 0         |
| 2007   | Jets de New York              | 7     | 43        | 0     | 0.5                             | 1            | 1                        | 1             | 0                | 4               | 0         |
| 2008   | Saints de la Nouvelle-Orléans | 16    | 132       | 1     |                                 | 1            | 8                        | 2             | 3                | 6               | 0         |
| 2009   | Saints de la Nouvelle-Orléans | 16    | 110       | 2     |                                 | 3            | 25                       | 0             | 0                | 8               | 0         |
| Totaux |                               | 87    | 675       | 5.5   | 13                              | 10           | 93                       | 8             | 6                | 33              | 1         |

- * Leader en NFL
- Quelques termes étant difficiles à traduire il a fallu allonger les expressions.

## Palmarès

### Équipe
- Vainqueur du Super Bowl XLIV avec les Saints de la Nouvelle-Orléans

### Personnel
- Défenseur Rookie NFL de l'année (2004)
- 3 Sélection au Pro Bowl (2005, 2009, 2010)